# علي الوردي
علي حسين محسن عبد الجليل الوردي (1913- 13 تموز 1995 م)، وهو عالم اجتماع عراقي، وأستاذ ومؤرخ وعُرف بتبنيه للنظريات الاجتماعية الحديثة في وقته، لتحليل الواقع الاجتماعي العراقي، وكذلك استخدم تلك النظريات بغرض تحليل بعض الأحداث التاريخية، كما فعل في كتاب وعاظ السلاطين وهو من رواد العلمانية في العراق. لقب عائلته الوردي نسبةً لجده الأكبر الذي كان يعمل في صناعة تقطير ماء الورد.

## حياته
ولد في بغداد في مدينة الكاظمية عام 1913م. ترك مقاعد الدراسة في عام 1924 ليعمل صانعاً عند عطار، ولكنه طرد من العمل لأنه كان ينشغل بقراءة الكتب والمجلات ويترك الزبائن، وبعد ذلك فتح دكاناً صغير يديره بنفسه. وفي عام 1931 التحق بالدراسة المسائية في الصف السادس الابتدائي وكانت بداية لحياة جديدة. وأكمل دراسته وأصبح معلما. كما غير زيه التقليدي عام 1932 وأصبح أفندي. وبعد اتمامه الدراسة الثانوية حصل على المرتبة الأولى على العراق فأرسل لبعثة دراسية إلى الجامعة الأمريكية في بيروت وحصل على البكالوريوس. وأرسل في بعثة أخرى إلى جامعة تكساس حيث نال الماجستير عام 1948 ونال الدكتوراه عام 1950. للوردي أربعة أبناء هم حسان ويعمل طبيبا جراحا في مستشفى اليرموك ومن مواليد عام 1944 وهو الآن خارج العراق، وجعفر مهندس يعمل في القطاع الخاص منذ أن تخرج إلى الآن ومن مواليد 1945، وسيناء تعمل صيدلانية في مستشفى الحبيبية من مواليد 1952، فيصل خريج كلية اللغات ويعمل مترجما، وقد هاجر إلى السويد وهو من مواليد عام 1955.

## حياته الدراسية والعلمية
- تخرج في كلية جامعة بيروت الأمريكية في عام 1943.
- حصل على الماجستير عام 1948م، من جامعة تكساس الأمريكية.
- حصل على الدكتوراه عام 1950م، من جامعة تكساس الأمريكية.
- قال له رئيس جامعة تكساس عند تقديم الشهادة له: (أيها الدكتور الوردي ستكون الأول في مستقبل علم الاجتماع).

## المواقع والمناصب التي شغلها
عام 1943 عين في وزارة المعارف مدرسا في الاعدادية المركزية في بغداد. عين مدرسا لعلم الاجتماع في كلية الآداب في جامعة بغدادعام 1950، أحيل على التقاعد بناء على طلبه ومنحته جامعة بغداد لقب (أستاذ متمرس) عام 1970.
كتب وألف العديد من البحوث المهمة والكتب والمقالات.
كتب عنه: سلامة موسى، عبد الرزاق محيي الدين، وعدد من الصحف والموسوعات والكتب ورسائل الماجستير والدكتوراه، ومنذ أواخر السبعينات انشغل بكتابة مذكراته لإخراجها في كتاب.

## تأثره بمنهجابن خلدونفي علم الاجتماع
كان الوردي متأثرا بمنهج ابن خلدون في علم الاجتماع. فقد تسببت موضوعيته في البحث بمشاكل كبيرة له، لأنه لم يتخذ المنهج الماركسي ولم يتبع الأيدولوجيات (الأفكار) القومية فقد آثار هذا حنق متبعي الأيدولوجيات فقد اتهمه القوميون العرب بالقطرية لأنه عنون كتابه«شخصية الفرد العراقي» وهذا حسب منطلقاتهم العقائدية إن الشخصية العربية متشابهة في كل البلدان العربية. وكذلك انتقده الشيوعيون لعدم اعتماده المنهج المادي التاريخي في دراسته.

## تحليلاته في بنية المجتمع العراقي الحديث
تعتبر دراسة علي الوردي للشخصية العراقية هي الأهم من نوعها ومن الممكن أن نستفيد منها كمنهج للبحث لباقي بلدان الشرق الأوسط.
حلل علي الوردي الشخصية العراقية على اعتبارها شخصية ازدواجية تحمل قيم متناقضة هي قيم البداوة وقيم الحضارة ولجغرافيا العراق أثر في تكوين الشخصية العراقية فهو بلد يسمح ببناء حضارة بسبب النهرين ولكن قربه من الصحراء العربية جعل منه عرضة لهجرات كبيرة وكثيرة عبر التاريخ آخرها قبل 250 سنة تقريبا.
وصف علي الوردي العراق بالبوتقة لصهر البدو المهاجرين ودمجهم بالسكان الذين سبقوهم بالاستقرار والتحضر. فتنشئ لديهم قيمتان: قيمة حضرية وقيمة بدوية. فالعراقي ينادي بقيم الكرامة والغلبة. ولكن حياته تجبره على الانصياع لقيم التحضر.
حلل أغلب مناطق العراق ما عدا المناطق الكردية في العراق بسبب عدم إلمامه باللغة الكردية حسب قوله في كتاب «دراسة في طبيعة المجتمع العراقي».
بالإضافة إلى تأثر الدكتور الوردي بابن خلدون فلا ننسى تأثره أيضا بالجاحظ في نظرته الموضوعية ومنهجه العقلاني وتحليلاته الاجتماعية والنفسية للسلوك البشري.

## الصبغة الأنثربولوجية لمؤلفات وأبحاث الوردي
يعتبر على الوردي رائد علم الاجتماع في العراق وهو من القلائل الذين كتبوا عن هذا المجتمع ونذروا له حياتهم، وإلى الآن لم يخلفه أحد. صرّح علي الوردي في مقابلة قبل وفاته بفترة قصيرة أنه ألف عدة كتب وطلب من ورثته نشرها بعد موته، ورغم مرور أكثر من عشرة سنوات لم نر أي كتاب من تلك الكتب التي بقيت بحوزة الورثة.
- كما حلل أصول المهاجرين وتميزت مؤلفات وأبحاث الوردي بالصبغة الأنثربولوجية حيث ما أنفك يبحث عن الكثير في واقع مجتمع العراق والمجتمع البغدادي وعاداته وتقاليده المتحدرة من عهود الخلافة العباسية.وعن المناسبات الدينية وأهميتها في حياة الفرد البغدادي كالمولد النبوي الشريف وذكرى عاشوراء.
- وشن حملة شعواء ضد بعض رجال الدين خصوصا في كتابه وعاظ السلاطين ومهزلة العقل البشري وأتهمهم بالوقوف إلى جانب الحكام وتجاهل مصالح الأمة على حساب مصالحهم الضيقة متخاذلين عن واجبهم الديني.
- ودعا إلى نبذ الخلاف الطائفي بين الشيعة والسنة وطالب بالنظر إلى موضوع الخلاف بين الإمام علي ومعاوية على إنه خلاف تاريخي تجاوزه الزمن ويجب على المسلمين عوضا عن ذلك استلهام المواقف والآراء من هؤلاء القادة التاريخيين.
- يعتقد الوردي ان مذهب زيد بن علي هو العقيدة الوسطى في الإسلام، وأعلن إعتناقه لهذا المذهب.[6][7][8]
- ذكر الدكتور علي الوردي كيف كان حكام الدول الإسلامية يستخدمون الوعاظ لتبرير ظلمهم. وذكر السبب الذي من ورائه انجر الوعاظ لمسايرة السلاطين

وهو حب النفس. ولقد ادعى الوعاظ أنهم يفعلون ما يفعلون لـ «مصلحة الإسلام والمسلمين».
- وكان الدكتور علي الوردي، عراقي حتى النخاع في كل شيء، فكان يعيب على المؤرخين العراقيين نسبتهم أبي حنيفة إلى بلاد الأفغان ويقول انه رجل عراقي صميم من «نبط العراق» الذين استوطنوه قبل الإسلام «العرب»، وإن الحلاج ولادة بيضاء الجنوب وليس بيضاء فارس وعبد القادر الجيلاني ولادة جيلان (العراق) لا الطبرستان، في ظل روايات تاريخية «مهملة قصدا» تقول بعراقية ولادتهم، ونسبة الجواهري لفارس وهو العراقي الصميم، وكان يشعر بالأسى لنسبة رموز بغداد إلى غيرها.[9]
- يميل الدكتور الوردي للواقعية في تحليلاته الاجتماعية على طريقة ابن خلدون وميكافيللي، ويعتبر مجدد علمهم في العصر الحديث.

## مؤلفاته وطروحاته

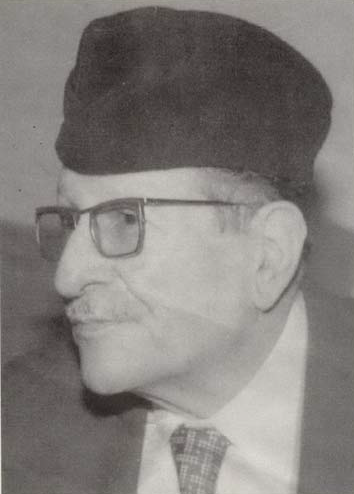
علي الوردي في الثمانينيات.

كتب الوردي ثمانية عشر كتابا ومئات البحوث والمقالات. خمس كتب منها قبل ثورة 14 تموز 1958 وكانت ذات أسلوب ادبي -نقدي ومضامين تنويرية جديدة وساخرة لم يألفها القارئ العراقي ولذلك واجهت افكاره واراءه الاجتماعية الجريئة انتقادات لاذعة وبخاصة كتابه «وعاظ السلاطين» الذين يعتمدون على منطق الوعظ والإرشاد الافلاطوني منطلقا من أن الطبيعة البشرية لا يمكن إصلاحها بالوعظ وحده، وأن الوعاظ أنفسهم لا يتبعون النصائح التي ينادون بها وهم يعيشون على موائد المترفين، كما اكد بانه ينتقد وعاظ الدين وليس الدين نفسه.
ومما يروى عن الاستاذ حسين علي محفوظ حيث سأل في أواخر أيامه عن صديقه ورفيق دربه عالم الاجتماع علي الوردي بوصفه لم يكن قريبا للعلامة الراحل فقط بل كان رفيق درب في التعليم والثقافة والتأليف والمدينة أيضا، هل كان الوردي علمانيا غير متدينا؟ وماذا يتذكر عنه؟، فأجاب محفوظ قائلا:
(عند الوردي خصلة اتمنى ان يمتلكها الجميع وهو انه لا ينزعج من النقد ولا يكره احدا بل كان يفرح عندما ينتقده أحد.. فهو كان مؤمنا بالله قطعا.. لكنه يتجاوز الولاء للهويات الضيقة.. كان يثير الناس لينتقدوه. وكان له عالمه الخاص به.. أنا لا اعتقد أنه لم يكن يصلي.. ربما يكون متهاونا بالفرائض.. ولكن أتذكر عندما كان يمشي على الجسر يقرأ من القرآن الآية:(والليل إذا سجى) دائما كدلالة على علاقته بالله).
اما الكتب التي ألفها وصدرت بعد ثورة 14 تموز 1958م فقد اتسمت بطابع علمي ومثلت مشروع الوردي لوضع نظرية اجتماعية حول طبيعة المجتمع العراقي وفي مقدمتها كتابة دراسة في طبيعة المجتمع العراقي ومنطق ابن خلدون ولمحات اجتماعية من تاريخ العراق الحديث الذي صدر في ثمانية اجزاء.
كانت معظم طروحات الوردي التي ملأت كتبه والتي يلقيها في محاضراته تزعج السلطة الحاكمة، الأمر الذي دعا بها إلى التضييق عليه تدريجيا، ابتداءً من سحب لقب أستاذ متمرس، ووصولا إلى سحب معظم كتبه من المكتبات وحظرها بداعي ما اسموه «السلامة الفكرية»، ومرورا بمحاولات تهميشه وافقاره ماديا وهو ما آل اليه حاله. حيث مات منسيا في شهر تموز عام 1995، بسبب المرض رغم العلاج الذي تلقاه في المستشفيات الأردنية. وقد اقيم له تشييع محتشم غاب عنه المسؤولون وجازف من حضر من المشيعين.
لقد استفاد الوردي من طروحات ابن خلدون كثيرا واعتبره منظراً حقيقياً ودارساً متمعناً للمجتمع العربي في تلك الفترة، وكان ابن خلدون موضوع اطروحته للدكتوراه. وكان الوردي أول من دعا إلى «علم اجتماع عربي» يدرس المجتمع العربي في ضوء خصوصياته الجغرا- ثقافية، انطلاقا من طروحات ابن خلدون. وركز الوردي على عامل البداوة وقيمها وأثرها في تكوين الشخصية العربية.
لقد تنبأ الوردي بانفجار الوضع مثلما تنبه إلى جذور العصبيات التي تتحكم بشخصية الفرد العراقي التي هي واقع مجتمعي تمتد جذوره إلى القيم والأعراف الاجتماعية والعصبيات الطائفية والعشائرية والحزبية التي ما زالت بقاياها كامنة في نفوسنا. وكذلك إلى الاستبداد السلطوي، الزمني والتزامني، الذي شجع وما يزال يشجع على إعادة إنتاج الرواسب الاجتماعية والثقافية التقليدية القديمة وترسيخها من جديد، كما يحدث اليوم.
كما حمل بشدة في معظم طروحاته على أسلوب الخطابة والحماسة الكلاسيكي الذي مجد الذات وأعلى شانها دون النظر إلى سلبياتها وهوانها وهو ما درجت عليه النخب وانتشرت حتى لدى المثقفين.
لم يثر كاتب أو مفكر عراقي مثلما أثاره علي الوردي من أفكار نقدية جريئة. وكان من البديهي أن يتعرض للنقد والتجريح والهجوم من أقصى اليمين إلى أقصى اليسار (حيث صدرت حول أفكاره خمسة عشرة كتابا ومئات المقالات)، حتى انطبق عليه المثل العراقي المعروف «مثل السمك مأكول مذموم».

### أعماله
| الغلاف | سنة النشر | الاسم                                 |
|        | 1951م     | شخصية الفرد العراقي                   |
|        | 1959م     | مهزلة العقل البشري                    |
|        | 1954م     | وعاظ السلاطين.                        |
|        | 1951م     | خوارق اللاشعور                        |
|        | 1997م     | هكذا قتلوا قرة العين                  |
|        | 1969م     | لمحات اجتماعية من تاريخ العراق الحديث |
|        | -         | الأحلام بين العلم والعقيدة.           |
|        | 1962م     | منطق ابن خلدون                        |
|        | -         | قصة الأشراف وابن سعود                 |
|        | 1957م     | أسطورة الأدب الرفيع.                  |
|        | 1965م     | دراسة في طبيعة المجتمع العراقي        |

- الازدواجية الشخصية للفرد العراقي، والتي عممها على الفرد العربي.
- التناشز الاجتماعي، وهي تحوير لأطروحة وليم اوغبرن «الفجوة الثقافية».
- مهزلة العقل البشري.
- وعاظ السلاطين.
- خوارق اللاشعور (أو أسرار الشخصية الناجحة).
- هكذا قتلوا قرة العين، وهي قصة مقتطفة من الجزء الثاني من كتاب لمحات اجتماعية من تاريخ العراق الحديث.
- لمحات اجتماعية من تاريخ العراق الحديث (6 أجزاء).
- الأحلام بين العلم والعقيدة.
- منطق ابن خلدون.
- قصة الأشراف وابن سعود.
- أسطورة الأدب الرفيع.
- دراسة في طبيعة المجتمع العراقي
- شخصية الفرد العراقي، بحث في نفسية الشعب العراقي على ضوء علم الاجتماع الحديث.
- أكثر من 150 بحثا مودعة في مكتبة قسم علم الاجتماع في كلية الآداب جامعة بغداد.

### رؤيته الاجتماعية للفرد العراقي
كان علي الوردي أول عالم اجتماع عراقي درس شخصية الفرد العراقي وطبيعة المجتمع العراقي بجرأة وصراحة وحلل الظواهر الاجتماعية الخفية والسلوكيات الفردية والجمعية ووجه الاهتمام إلى دراستها وتحليلها ونقدها. وهو بهذا دفعنا إلى إعادة النظر في خطابنا الفكري والاجتماعي والسياسي وإلى ضرورة ان ننزل من ابراجنا العاجية وان نعي واقعنا بكل ايجابياته وسلبياته.
فقبل أكثر من نصف قرن قال على الوردي بان على العراقيين ان يغيروا انفسهم ويصلحوا عقولهم قبل البدء بإصلاح المجتمع، لان التجارب القاسية التي مر بها الشعب العراقي علمته دروسا بليغة، فاذا لم يتعظ بها فسوف يصاب بتجارب اقسى منها.! وعلى العراقيين ان يتعودوا على ممارسة الديمقراطية حتى تتيح لهم حرية الرأي والتفاهم والحوار دون أن تفرض فئة أو قبيلة أو طائفة رأيها بالقوة على الاخرين. كما قال: «بان الشعب العراقي منقسم على نفسه وفيه من الصراع القبلي والقومي والطائفي أكثر من أي بلد آخر. وليس هناك من طريق سوى تطبيق الديمقراطية، وعلى العراقيين ان يعتبروا من تجاربهم الماضية، ولو فلتت هذه الفرصة من ايدينا لضاعت منا امدا طويلا.»

## وفاته
توفي علي حسين الوردي في 13 تموز 1995 بعد صراع مع مرض السرطان، ولم يتمكن الأطباء من معالجته لافتقار المستشفيات العراقية آنذاك إلى الأدوية والمستلزمات الطبية بسبب الحصار الاقتصادي المفروض على العراق، حيث سافر إلى الأردن ليتلقى العلاج في مدينة الحسين الطبية وبعدها عاد إلى العراق ليقضي نحبه فيه.
و قد كتب احدهم في وقتها مقالة اتهم فيها الولايات المتحدة الأمريكية بقتل الوردي بسبب الحصار الظالم التي فرضته على العراق مما شح معه من الغذاء والدواء.

## وصلات متعلقة
- http://www.marefa.org/index.php/علي_الوردي

## وصلات خارجية
- علي الوردي على موقع أرشيف الشارخ.
- بعض كتب الدكتور علي الوردي منها سبعة اجزاء من لمحات اجتماعية من تاريخ العراق الحديث جاهزة للتحميل
- سيرته وبعض ما كتب عنه
- بمناسبة ذكرى رحيل العلامة علي الوردي - إبراهيم الحيدري